# Terna (azienda)
Terna - Rete Elettrica Nazionale S.p.A. è una società italiana operatrice delle reti di trasmissione dell'energia elettrica, quotata nell'indice FTSE MIB della Borsa Italiana.
Attraverso Terna Rete Italia, gestisce la rete di trasmissione nazionale italiana con 75236 km di linee elettriche in alta tensione.
È il primo operatore di rete indipendente d'Europa e tra i principali al mondo per chilometri di linee gestite.

## Storia
Nasce come Terna - Trasmissione Elettrica Rete Nazionale in seno all'ENEL come una società per azioni il 31 maggio 1999, in seguito alla liberalizzazione del settore elettrico attuata dal cosiddetto decreto Bersani. L'ex monopolista elettrico ne ha ceduto il pacchetto di controllo il 23 giugno 2004 con una OPV in Borsa. ENEL ha mantenuto il 50% della partecipazione nel capitale di Terna fino alla data del 15 aprile 2005 quando, per effetto della cessione del 13,86% del capitale sociale detenuto avvenuta attraverso una procedura di accelerated bookbuilding, ha ridotto la propria partecipazione nel capitale di Terna al 36,142%. Il controllo è stato definitivamente ceduto da ENEL per effetto della cessione a Cassa Depositi e Prestiti, il 15 settembre 2005 del 29,99% del capitale sociale di Terna. La partecipazione residua di ENEL si è contratta poi ulteriormente in conseguenza della maturazione, avvenuta nel dicembre 2005, del diritto all'attribuzione di azioni gratuite (cosiddetto bonus share) a favore di coloro che avevano aderito all'IPO del giugno 2004.  
Nel mese di novembre 2005 ha acquisito il ramo di azienda del GRTN come definito dal DPCM 11 maggio 2004. L'azionista di maggioranza relativa è la Cassa Depositi e Prestiti.  
Il 30 settembre 2010 Terna è entrata a far parte del Progetto Desertec che ha come obiettivo la produzione e la trasmissione di energia rinnovabile nelle aree del Medio Oriente e del Nordafrica per soddisfare sia il fabbisogno locale che quello europeo.
Nel 2011 il gruppo Terna ha modificato il proprio assetto societario costituendo una holding da cui dipendono due società operative interamente controllate: Terna Rete Italia e Terna Plus, ciascuna con un proprio amministratore delegato e un proprio consiglio di amministrazione.
Nel 2013 Terna ha avviato la realizzazione di alcune opere strategiche, tra cui il cavo sottomarino “Capri-Torre Annunziata”  che collega Capri alla terraferma. Nel corso dello stesso anno Terna e il suo omologo francese RTE hanno avviato i lavori di potenziamento dell'interconnessione elettrica tra Italia e Francia, attraverso la realizzazione della nuova linea “Piemonte-Savoia”, entrata in esercizio nel 2023.
Nell'agosto 2014 il gruppo pubblico di Pechino, State Grid Corporation of China, entra con il 35% in CDP Reti, l'azienda controllata da Cassa Depositi e Prestiti che detiene il 30% di Snam e il 30% di Terna.
Nel 2015 Terna ha acquisito la rete in Alta Tensione del Gruppo Ferrovie dello Stato. Ha inoltre avviato la realizzazione di infrastrutture di interconnessione nazionale, quali il SA.CO.I.3 (Italia-Corsica-Sardegna), e verso l’estero, tra cui i collegamenti con il Montenegro (inaugurato nel 2019) e con l’Austria (operativo dal 2023).
Allo scopo di supportare gli investimenti di efficientamento e tutela ambientale sull’infrastruttura nazionale, a luglio 2018 Terna, prima tra le utility italiane, ha emesso un Green Bond del valore di 750 milioni di euro, a cui hanno fatto seguito nel 2022 e nel 2024 ulteriori green bond ibridi, rispettivamente per 1 miliardo e 850 milioni di euro.
Terna ha avviato nel 2022 il progetto di interconnessione Tyrrhenian Link tra Campania e Sicilia e l’anno successivo ha preso avvio quello per l’Adriatic Link tra Marche e Abruzzo. Nel 2023 è inoltre entrato in esercizio il collegamento sottomarino tra l’Isola d’Elba e Piombino. È proseguito anche lo sviluppo dei collegamenti con l’estero, in particolare con la realizzazione tra Italia e Francia del più lungo elettrodotto al mondo in corrente continua via cavo su infrastruttura autostradale e con la Tunisia del primo collegamento elettrico sottomarino in corrente continua tra Europa e Nord Africa.
Ad aprile 2023 è stata nominata amministratore delegato e direttore generale Giuseppina di Foggia, prima donna in Italia alla guida di una grande società partecipata pubblica quotata in borsa. Nello stesso anno è stato anche promosso il Piano di Sviluppo 2023-2032, che include oltre 30 progetti infrastrutturali e, in particolare, lo sviluppo della rete Hypergrid, basata sulle tecnologie di trasmissione dell’energia in corrente continua (HVDC) per raddoppiare la capacità di scambio e raggiungere gli obiettivi di transizione e sicurezza energetica del Paese. Il Piano è stato aggiornato nel 2025.
Il 6 novembre 2024 Terna ha sottoscritto un accordo vincolante con Areti, società controllata da Acea, per l’acquisizione di una parte della rete elettrica ad alta tensione nell’area metropolitana di Roma, segnando un passo nel processo di razionalizzazione e unificazione della gestione della rete di trasmissione nazionale.
A marzo 2025 Terna Energy Solutions, la società del Gruppo che gestisce le attività non regolate, è stata riorganizzata integrando competenze precedentemente gestite da altre società all’interno delle controllate. In particolare è stata costituita Altenia, dove sono confluite tutte le attività di system integrator precedentemente gestite in modo separato da LT, Terna Energy Solutions e Avvenia.
Sempre nel 2025 è stata presentata al pubblico la Fondazione Terna, costituita a luglio 2024, per favorire una maggiore inclusione e un accesso diffuso al mondo dell’energia attraverso progetti e iniziative basati su tre principali aree di intervento: la diffusione di una cultura energetica, promuovendone l’alfabetizzazione anche attraverso iniziative educative che coinvolgano le generazioni più giovani; il contrasto alla povertà energetica; programmi che favoriscano l’accesso al mercato del lavoro e a nuove opportunità professionali nel settore dell’energia.

## Attività

### Rete di trasmissione italiana
Terna, in qualità di Transmission System Operator, è responsabile della trasmissione, della gestione e del dispacciamento dell’energia elettrica sulla rete italiana ad alta e altissima tensione. Ha il compito di garantire l’equilibrio costante tra domanda e offerta di energia e di promuovere la transizione energetica e digitale del Paese, attraverso la progressiva decarbonizzazione del sistema elettrico e una sempre maggiore integrazione delle fonti rinnovabili.
Terna pianifica, progetta e realizza infrastrutture di interconnessione sul territorio nazionale e con l’estero, nell’ottica di garantire la sicurezza energetica del Paese e si occupa della manutenzione e della riduzione degli impatti su biodiversità e paesaggio di quelle attualmente esistenti.
Opera in regime di monopolio naturale all’interno del mercato regolato dall’Autorità di regolazione per energia reti e ambiente (ARERA).

### Attività per il mercato dell’energia in Italia
Terna realizza anche attività non regolate a supporto della transizione energetica, principalmente tramite Terna Energy Solutions e le società controllate.
Opera a supporto di imprese nel mercato dell’energia e della connettività con soluzioni in ambito fotovoltaico, efficientamento energetico, smart grid, housing e hosting, fibra ottica, e nella produzione di trasformatori e cavi interrati.

## Infrastrutture
- 75236 km di linee[1]

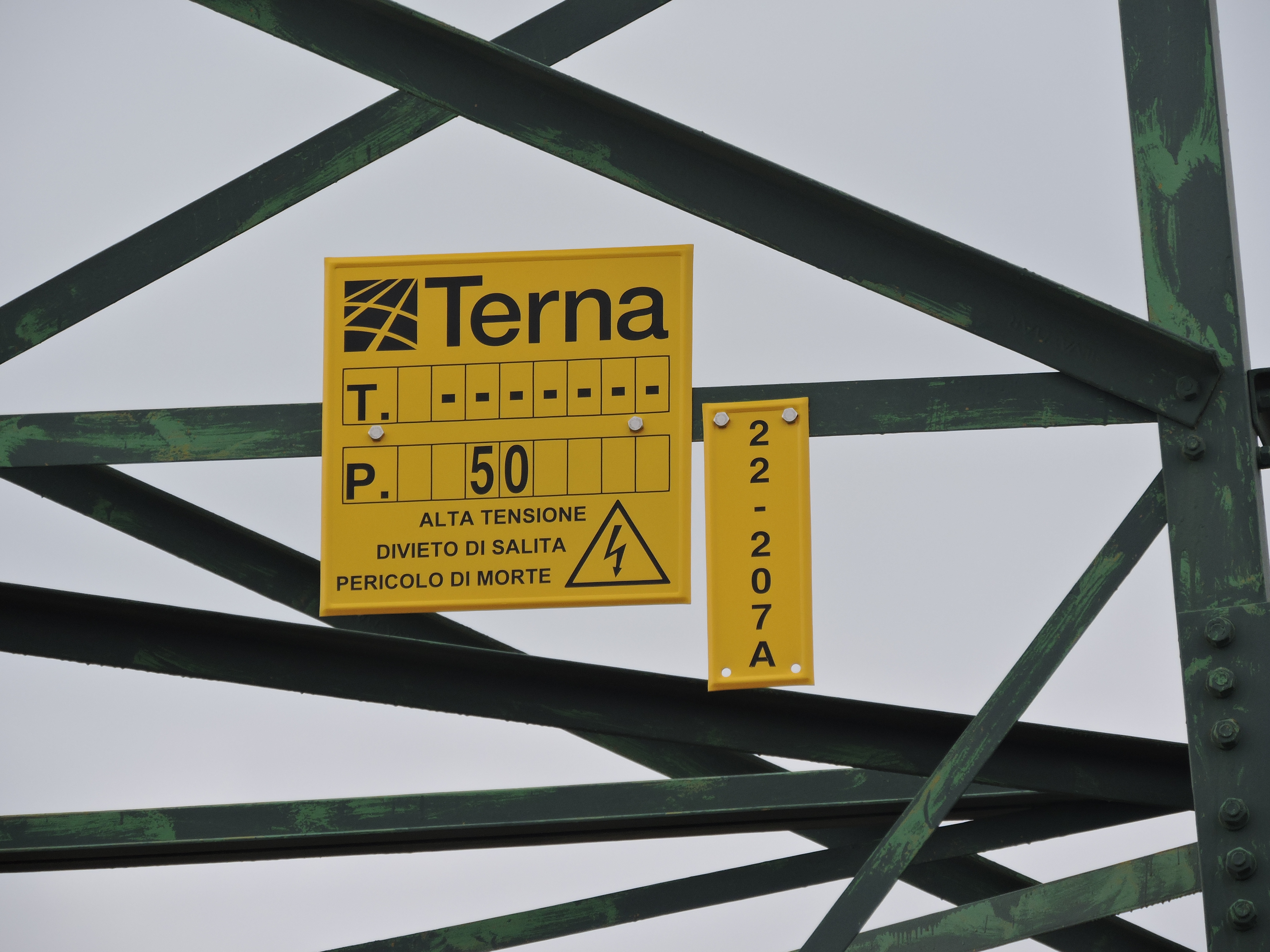
Informazioni su un traliccio elettrico di Terna

- 915 stazioni di trasformazione e smistamento[1]
- 1 Centro Nazionale di Controllo (CNC)[1]
- 4 centri di teleconduzione[1]
- 30 linee di interconnessione con l'estero[1]
- SAPEI, il cavo sottomarino più profondo al mondo,[45] lungo 435 km, con una potenza di 1000 MW[46]

## La remunerazione di Terna
Terna viene remunerata per le sue attività regolate sulla base di corrispettivi tariffari stabiliti dall'Autorità di regolazione per energia reti e ambiente (ARERA), che rispondono a criteri di regolazione soggetti ad aggiornamento periodico.

## Struttura societaria
Il gruppo include:
- Le società italiane controllate direttamente
  - Terna Rete Italia S.p.A. (quota di possesso pari al 100%)
  - Rete S.r.l. (quota di possesso pari al 100%)
  - Terna Plus S.r.l. (quota di possesso pari al 100%)
  - Terna Energy Solutions S.r.l. (quota di possesso pari al 100%)
  - Terna Forward S.r.l. (quota di possesso pari al 100%)
  - Terna Interconnector S.r.l. (quota di possesso pari al 65%)
  - ESPERIA-CC S.r.l. (quota di possesso pari al 1%)
- La società estere controllate direttamente (quota di possesso pari al 100%)
  - Terna Crna Gora d.o.o.
- Le società valutate con il metodo del patrimonio netto e partecipate da Terna S.p.A.
  - società collegata CESI S.p.A. (partecipata al 42,7%)
  - società collegata CORESO S.A. (partecipata al 15,84%)
  - società collegata CGES (partecipata al 22,09%)
  - società collegata Equigy B.V (partecipata al 20%)
  - società a controllo congiunto ELMED ÉTUDES Sarl (partecipata al 50%)
  - società a controllo congiunto SEleNe CC S.A. (partecipata al 33,33%)
  - società a controllo congiunto BMT Energyn Transmision Development LLC (partecipata al 40%)
  - società a controllo congiunto Wesii S.r.l. (partecipata al 33%)
- Le società controllate tramite Terna Energy Solutions S.r.l.
  - Tamini Trasformatori S.r.l. (quota di possesso pari al 100%)
  - Brugg Kabel Services AG (quota di possesso pari al 92,6%)
  - Avvenia The Energy Innovator S.r.l. (quota di possesso pari al 100%)
  - Altenia[49] (quota di possesso pari al 87,5%)[32]
- Le società controllate tramite Terna Plus S.r.l. (quota di possesso pari al 100%)
  - Terna Chile S.p.A.
  - Terna Peru S.A.C.
  - Terna 4 Chacas S.A.C.
  - Terna USA LLC.

### Terna Linee Alta Tensione S.r.l.
Il 1º aprile 2009 Terna acquista da Enel Distribuzione S.p.A., il 100% di Enel Linee Alta Tensione S.r.l., società proprietaria di 18 583 chilometri di rete elettrica in alta tensione per un corrispettivo di 1 152 milioni di euro  arrivando così a detenere il 98,5% della rete nazionale . Per la gestione di queste, Terna ha applicato fin dal 2009 lo stesso metodo dell'Enel, ossia la concessione in gestione tramite bandi nazionali ad aziende terze (tra cui Consorzio Arcobaleno, Consorzio Golden Lucano, Siel).

## Dati economici e finanziari
| Esercizio | Ricavi (milioni di €) | EBITDA (milioni di €) | Utile netto (milioni di €) | Dividendo (centesimi di €) |
| --------- | --------------------- | --------------------- | -------------------------- | -------------------------- |
| 2024      | 3.680,2               | 2.566,4               | 1.061,9                    | 39,62                      |
| 2023      | 3.186,7               | 2.168,6               | 885,4                      | 33,96                      |
| 2022      | 2.964,5               | 2.059,2               | 857                        | 31,44                      |
| 2021      | 2.604,8               | 1.854,8               | 789,4                      | 29,11                      |
| 2020      | 2.514                 | 1.830                 | 786                        | 26,95                      |
| 2019      | 2.295,1               | 1.741,2               | 757,3                      | 25                         |
| 2018      | 2.197,0               | 1.650,6               | 706,6                      | 23                         |
| 2017      | 2.162,8               | 1.603,9               | 688,3                      | 22                         |
| 2016      | 2.103,2               | 1.544,7               | 633,1                      | 20                         |
| 2015      | 2.082,1               | 1.539,2               | 595,3                      | 20                         |
| 2014      | 1.996,4               | 1.491,5               | 544,5                      | 20                         |
| 2013      | 1.896,4               | 1.488,1               | 513,6                      | 20                         |
| 2012      | 1.805,9               | 1.390                 | 463,6                      | 20                         |
| 2011      | 1.554                 | 1.122                 | 454                        | 21                         |
| 2010      | 1.589,2               | 1.174,9               | 612                        | 21                         |
| 2009      | 1.390,2               | 1.003,2               | 771                        | 19                         |
| 2008      | 1.196                 | 850,7                 | 335,3                      | 15,8                       |
| 2007      | 1.348,2               | 977,8                 | 434,2                      | 15,1                       |

## Governo societario

### Management dal 1999
Presidenti
- Francesco Tatò (1999-2002)[66]
- Fulvio Conti (2002-2005)[67]
- Luigi Roth (2005-2014)[68]
- Catia Bastioli (2014-2020)[69]
- Valentina Bosetti (2020-2023)[70]
- Igor Di Biasio (dal 2023)[71]

Amministratori Delegati
- Sergio Mobili (1999-2005)[67]
- Flavio Cattaneo (2005-2014)[72]
- Matteo Del Fante (2014-2017)[73]
- Luigi Ferraris (2017-2020)[74]
- Stefano Antonio Donnarumma (2020-2023)[75]
- Giuseppina Di Foggia (dal 2023)[71]

### Consiglio di amministrazione
Componenti del Consiglio di amministrazione nominato il 9 maggio 2023 e in carica per il triennio 2023-2025:
- Presidente: Igor De Biasio
- Amministratore Delegato e Direttore Generale: Giuseppina Di Foggia
- Consiglieri: Jean-Michel Aubertin, Stefano Cappiello,[76][77] Regina Corradini D’Arienzo, Paolo Damilano,[78][79] Angelica Krystle Donati, Marco Giorgino, Gian Luca Gregori, Karina Audrey Litvack, Qinjing Shen, Simona Signoracci, Anna Chiara Svelto

### Azionariato
I principali azionisti di Terna sono:
- CDP Reti – 29,85%
- Retail – 13,8%
- Investitori istituzionali – 56,1%
- Azioni proprie – 0,2%

## Onorificenze

### Riconoscimenti
- Nel 2010 e nel 2013 Terna riceve " l'International Utility Award " dell'Edison Electric Institute come migliore tra le utilities europee per rendimento totale del titolo degli ultimi tre anni.[81]
- Nel 2019 Terna è per il secondo anno consecutivo prima nel settore Electric Utilities all'interno del Dow Jones Sustainability Index.[82] [83]
- Nel 2023 Terna si aggiudica il “Best ESG Rating Award” di Standard Ethics, per l’impegno della società nella tutela della biodiversità.[84]
- A giugno 2023 l’Edison Electric Institute ha assegnato a Terna l’International Edison Award per il progetto della nuova interconnessione elettrica fra Italia e Francia, completamente invisibile e senza impatto sull’ambiente.[85][86]
- Nel 2025 Terna ha ottenuto la Certificazione Top Employers Italia 2025 rilasciata da Top Employers Istitute, ente certificatore globale in ambito risorse umane.[87][88]